# Tomasz Graff
Tomasz Zbigniew Graff (ur. w 1977 w Wadowicach) – polski historyk, mediewista, badacz dziejów i kultury czasów nowożytnych. Doktor habilitowany,  Kierownik Katedry Historii Nowożytnej w Instytucie Historii, profesor Uniwersytetu Papieskiego Jana Pawła II w Krakowie.
Członek Komisji Środkowoeuropejskiej  Polskiej Akademii Umiejętności, Komisji PAU do Oceny Podręczników Szkolnych Polskiej Akademii Umiejętności, Zespołu Historii Czech i Stosunków Polsko‑Czeskich Polskiej Akademii Nauk, Komisji Historycznej Polskiej Akademii Nauk oddz. w Krakowie, Polskiego Towarzystwa Historycznego oraz Towarzystwa Miłośników Historii i Zabytków Krakowa.
W 2001 roku obronił z wyróżnieniem magisterium, a w 2006 roku pracę doktorską na Wydziale Historycznym Uniwersytetu Jagiellońskiego zajmując się postawą polskiego episkopatu wobec ruchu soborowego w XV wieku. Jest autorem 6 książek (w tym dwóch współautorskich), redaktorem lub współredaktorem kilkunastu monografii. Napisał ponad 150 publikacji naukowych oraz popularnonaukowych. Zajmuje się kulturą religijną i intelektualną polskich elit kościelnych i uniwersyteckich, kontaktami polsko-czeskimi w późnym średniowieczu oraz kulturą i życiem codziennym doby staropolskiej. Współautor komentarza do Annales (Roczników) Jana Długosza; znawca historii rodzinnego miasta. Autor obszernej monografii barokowego teologa Marcina Wadowity (zm. 1641), która stała się podstawą jego habilitacji (2019). Szczególne miejsce w jego badaniach zajmuje postać kardynała Zbigniewa Oleśnickiego oraz św. króla Jadwigi.
Wspólnie z synem Karolem napisał syntezę średniowiecznych dziejów Polski. Jest członkiem Redakcji czasopisma „Folia Historica Cracoviensia”, Kolegium Redakcyjnego czeskiego czasopisma "Husitský Tábor" oraz członkiem Kolegium Redakcyjnego czasopisma "Wadoviana. Przegląd historyczno-kulturalny". Otrzymał m.in. stypendium MEN i stypendium Stanisława Estreichera. W l. 2012-2016 piastował stanowisko z-cy dyrektora ds. studenckich Instytutu Historii Sztuki i Kultury UPJPII. W latach 2016–2019 pełnił funkcję prodziekana ds. studenckich Wydziału Historii i Dziedzictwa Kulturowego UPJPII, następnie  w latach 2019-2022 był kierownikiem kierunku historia w Instytucie Historii.. Odznaczony Medalem Brązowym za Długoletnią Służbę nadawanym przez Prezydenta RP (2019).
W 2021 odznaczony Srebrnym Krzyżem Zasługi.